# Euryischia nigrella
Euryischia nigrella är en stekelart som beskrevs av Girault 1913. Euryischia nigrella ingår i släktet Euryischia och familjen växtlussteklar. Inga underarter finns listade i Catalogue of Life.